# Acer discolor
Acer discolor är en kinesträdsväxtart som beskrevs av Carl Maximowicz. Acer discolor ingår i släktet lönnar, och familjen kinesträdsväxter. Inga underarter finns listade i Catalogue of Life.